# Nils Silfverskiöld
Nils Otto Silfverskiöld, né le 3 janvier 1888 à Göteborg et mort le 18 août 1957 à Stockholm, est un gymnaste artistique suédois.
Lors des Jeux olympiques d'été de 1912 à Stockholm, il remporte une médaille d'or en système suédois par équipes.
Il est le beau-père du musicien Stan Getz.